# Nairobi Securities Exchange
Der Nairobi Securities Exchange (NSE), früher bekannt als  Nairobi Stock Exchange, ist eine Wertpapierbörse mit Hauptsitz in Kenias Hauptstadt Nairobi. Mit einer Marktkapitalisierung von 22,9 Milliarden US-Dollar bei 66 gelisteten Unternehmen (Juli 2017) gehört der NSE zu den größten Börsen in Afrika.

## Geschichte
Der Handel mit Firmenanteilen und Aktien begann in den 1920er Jahren. Zu dieser Zeit war das Land eine britische Kronkolonie, welche zum britischen Empire gehörte. Eine Börse wurde erstmals 1922 an der Exchange Bar im Stanley Hotel in Nairobi eingerichtet. Der Markt war jedoch nicht förmlich, da es keine Regeln und Vorschriften für die Börsenmaklertätigkeit gab. Der Handel erfolgte im Rahmen eines Gentlemen’s Agreement. Standardprovisionen wurden in Rechnung gestellt, wenn Kunden verpflichtet waren, ihre vertraglichen Verpflichtungen zur ordnungsgemäßen Lieferung und zur Begleichung der entsprechenden Kosten einzuhalten. Zu dieser Zeit war der Börsenhandel eine Nebentätigkeit von Buchhaltern, Auktionatoren, Immobilienmaklern und Anwälten der britischen Minderheit. Da diese Unternehmer und Beamten in anderen Spezialgebieten tätig waren, ergab sich kein Bedarf an einer Vereinigung.
1951 gründete ein Immobilienmakler namens Francis Drummond die erste professionelle Börsenmaklerfirma. Er wandte sich auch an den kenianischen Finanzminister Sir Ernest Vasey und überzeugte ihn von der Idee, eine Börse in Ostafrika zu errichten. Die beiden wandten sich im Juli 1953 an die Londoner Börse, und die Londoner Behörden erklärten sich damit einverstanden, bei der Gründung der Nairobi Stock Exchange als ausländische Börse mitzuhelfen. 1954 wurde die Nairobi Stock Exchange als freiwillige Vereinigung von Börsenmaklern gegründet. Da Afrikaner und Asiaten erst nach Erlangung der Unabhängigkeit im Jahr 1963 den Handel mit Wertpapieren durchführen durften, beschränkte sich der Handel mit Aktien anfangs auf die europäischstämmige Gemeinschaft. Zu Beginn der Unabhängigkeit brachen die Börsenaktivitäten aufgrund der Unsicherheit über die Zukunft des unabhängigen Kenia ein.
Im unabhängigen Kenia wurden über die Börse mehrere Privatisierungen abgewickelt, darunter die von der Kenya Commercial Bank 1987 und Kenya Airways 1996. Im Juli 2011 änderte die Nairobi Stock Exchange Limited ihren Namen in Nairobi Securities Exchange Limited. Die Namensänderung spiegelte den strategischen Plan der Nairobi Securities Exchange wider, sich zu einer vollständigeren Wertpapierbörse zu entwickeln, die den Handel, das Clearing und die Abwicklung von Aktien, Schuldtiteln, Derivaten und anderen damit verbundenen Instrumenten ermöglicht.

## Indizes
Der Leitindex der kenianischen Börse ist der NSE 20 Share Index.

## Mitgliedschaften
Die Börse ist Mitglied von:
- World Federation of Exchanges[4]
- African Securities Exchanges Association
- Sustainable Stock Exchanges Initiative